# Аверон (река)
Аверо́н (фр. Aveyron) — река на юге Франции.
Длина реки составляет 290,9 км, площадь водосборного бассейна — около 5170 км². Средний расход воды — 56,5 м³/с. Высота устья — 71 м над уровнем моря. Высота истока — 735 м над уровнем моря. Исток находится в Центральном массиве Франции. Протекает через город Родез и впадает в реку Тарн у города Монтобан. Направление течения реки — с востока на запад.
Французский департамент Аверон назван в честь реки Аверон.

## Притоки
- Вьор (фр. Viaur)
- Сероу (фр. Cérou)
- Вере (фр. Vère)